# Naturbahnrodel-Weltcup 2012/13
Der Naturbahnrodel-Weltcup 2012/13 wurde vom 28. Dezember 2012 bis zum 27. Februar 2013 in drei Disziplinen und in jeweils sechs Saisonrennen ausgetragen. Zusätzlich gab es Mannschaftswettbewerbe. Höhepunkt des Winters war die Weltmeisterschaft 2013 vom 24. bis 27. Januar in Deutschnofen. Vom 8. bis 10. Februar fand in Nowouralsk die Junioreneuropameisterschaft 2013 statt. Erstmals nahmen in diesem Winter Rodler aus Neuseeland an Weltcuprennen teil. Die Rennen in Kindberg mussten wegen des warmen Wetters auf verkürzter Strecke ausgetragen werden. Im Doppelsitzer gab es deshalb nur einen Wertungslauf.

## Damen-Einsitzer

### Ergebnisse
| Datum                     | Ort              | Siegerin               | Zweite           | Dritte             |
| ------------------------- | ---------------- | ---------------------- | ---------------- | ------------------ |
| 29. bis 30. Dezember 2012 | Laas             | Jekaterina Lawrentjewa | Greta Pinggera   | Evelin Lanthaler   |
| 12. bis 13. Januar 2013   | Moos in Passeier | Jekaterina Lawrentjewa | Evelin Lanthaler | Melanie Schwarz    |
| 20. Januar 2013           | Umhausen         | Jekaterina Lawrentjewa | Melanie Schwarz  | Evelin Lanthaler   |
| 2. bis 3. Februar 2013    | Kindberg         | Jekaterina Lawrentjewa | Greta Pinggera   | Ljudmila Aksenenko |
| 22. bis 24. Februar 2013  | Vatra Dornei     | Jekaterina Lawrentjewa | Evelin Lanthaler | Greta Pinggera     |
| 26. bis 28. Februar 2013  | Vatra Dornei     | Jekaterina Lawrentjewa | Evelin Lanthaler | Greta Pinggera     |

### Weltcupstand
| Rang | Name                   | Punkte |
| ---- | ---------------------- | ------ |
| 01   | Jekaterina Lawrentjewa | 600    |
| 02   | Evelin Lanthaler       | 455    |
| 03   | Greta Pinggera         | 430    |
| 04   | Ljudmila Aksenenko     | 318    |
| 05   | Melanie Schwarz        | 317    |
| 06   | Tina Unterberger       | 297    |
| 07   | Veronika Nachmann      | 238    |
| 08   | Christina Götschl      | 224    |
| 09   | Petra Dragičevič       | 214    |
|      | Marlies Wagner         | 214    |
| 11   | Michaela Maurer        | 201    |
| 12   | Wioletta Ryś           | 186    |
| 13   | Michaela Niemetz       | 176    |
| 14   | Maria Auer             | 164    |
| 15   | Swetlana Scharawina    | 146    |

| Rang | Name                | Punkte |
| ---- | ------------------- | ------ |
| 16   | Darja Malejewa      | 110    |
| 17   | Switlana Krawtschuk | 105    |
| 18   | Carmen Planötscher  | 100    |
| 19   | Anișoara Hutopilă   | 087    |
| 20   | Katrin Mladek       | 085    |
| 21   | Sara Bachmann       | 084    |
| 22   | Katrin Zwetanowa    | 078    |
| 23   | Marija Komarewzewa  | 064    |
| 24   | Asuman Bayrak       | 054    |
| 25   | Katarina Černe      | 050    |
| 26   | Michelle Diepold    | 048    |
|      | Sarah Gruber        | 048    |
| 28   | Ljubow Starikowa    | 045    |
| 29   | Sinem Aydınlı       | 043    |
| 30   | Theresa Maurer      | 039    |

## Herren-Einsitzer

### Ergebnisse
| Datum                    | Ort              | Sieger              | Zweiter          | Dritter                      |
| ------------------------ | ---------------- | ------------------- | ---------------- | ---------------------------- |
| 30. Dezember 2012        | Laas             | Patrick Pigneter    | Thomas Schopf    | Hannes Clara                 |
| 13. Januar 2013          | Moos in Passeier | Thomas Kammerlander | Patrick Pigneter | Hannes Clara Michael Scheikl |
| 19. Januar 2013          | Umhausen         | Patrick Pigneter    | Hannes Clara     | Thomas Kammerlander          |
| 2. bis 3. Februar 2013   | Kindberg         | Hannes Clara        | Alex Gruber      | Thomas Kammerlander          |
| 22. bis 24. Februar 2013 | Vatra Dornei     | Patrick Pigneter    | Michael Scheikl  | Dominik Holzknecht           |
| 26. bis 28. Februar 2013 | Vatra Dornei     | Patrick Pigneter    | Michael Scheikl  | Thomas Kammerlander          |

### Weltcupstand
| Rang | Name                | Punkte |
| ---- | ------------------- | ------ |
| 01   | Patrick Pigneter    | 524    |
| 02   | Hannes Clara        | 440    |
| 03   | Thomas Kammerlander | 420    |
| 04   | Michael Scheikl     | 391    |
| 05   | Thomas Schopf       | 343    |
| 06   | Stanislaw Kowschik  | 247    |
| 07   | Juri Talych         | 238    |
| 08   | Alex Gruber         | 231    |
| 09   | Adam Jędrzejko      | 206    |
| 10   | Florian Clara       | 199    |
| 11   | Grigori Bukin       | 168    |
| 12   | Gernot Schwab       | 166    |
| 13   | Marcus Grausam      | 162    |
| 14   | Damian Waniczek     | 157    |
| 15   | Anton Blasbichler   | 149    |

| Rang | Name                   | Punkte |
| ---- | ---------------------- | ------ |
| 16   | Georg Maurer           | 147    |
| 17   | Miha Meglič            | 144    |
| 18   | Florian Breitenberger  | 128    |
| 19   | Christoph Regensburger | 125    |
| 20   | Matic Nemc             | 116    |
| 21   | Andrzej Laszczak       | 113    |
|      | Rudi Resch             | 113    |
|      | Andrij Wertschuk       | 113    |
| 24   | Alexander Jegorow      | 111    |
| 25   | Dominik Holzknecht     | 095    |
| 26   | Marjan Husner          | 088    |
| 27   | Christian Wichan       | 079    |
| 28   | Adrian Filimon         | 077    |
| 29   | Liam Simmons           | 068    |
| 30   | Petar Sawow            | 057    |

| Rang | Name                | Punkte |
| ---- | ------------------- | ------ |
| 31   | Roman Los           | 055    |
| 32   | Björn Kierspel      | 054    |
| 33   | Kaj Johnson         | 051    |
| 34   | John Gibson         | 045    |
| 35   | Bernd Neurauter     | 044    |
| 36   | Patrick Salcher     | 041    |
| 37   | Bogdan Moroșan      | 034    |
| 38   | Jack Leslie         | 028    |
| 39   | Stefan Gruber       | 027    |
|      | Gerald Kammerlander | 027    |
| 41   | Cosmin Codin        | 026    |
|      | Isa Güzeloglu       | 026    |
| 43   | Rok Popovič         | 025    |
| 44   | Galabin Bozew       | 024    |
| 45   | Daniel Hofmann      | 020    |

## Doppelsitzer

### Ergebnisse
| Datum                    | Ort              | Sieger                          | Zweite                          | Dritte                                    |
| ------------------------ | ---------------- | ------------------------------- | ------------------------------- | ----------------------------------------- |
| 29. Dezember 2012        | Laas             | Patrick Pigneter Florian Clara  | Christian Schopf Andreas Schopf | Pawel Porschnew Iwan Lasarew              |
| 12. Januar 2013          | Moos in Passeier | Patrick Pigneter Florian Clara  | Christian Schopf Andreas Schopf | Pawel Porschnew Iwan Lasarew              |
| 20. Januar 2013          | Umhausen         | Pawel Porschnew Iwan Lasarew    | Patrick Pigneter Florian Clara  | Christian Schopf Andreas Schopf           |
| 2. Februar 2013          | Kindberg         | Patrick Pigneter Florian Clara  | Hannes Clara Stefan Gruber      | Christian Schopf Andreas Schopf           |
| 22. bis 24. Februar 2013 | Vatra Dornei     | Patrick Pigneter Florian Clara  | Christian Schopf Andreas Schopf | Christoph Regensburger Dominik Holzknecht |
| 26. bis 28. Februar 2013 | Vatra Dornei     | Christian Schopf Andreas Schopf | Alexander Jegorow Pjotr Popow   | Patrick Pigneter Florian Clara            |

### Weltcupstand
| Rang | Name                                  | Punkte |
| ---- | ------------------------------------- | ------ |
| 01   | Patrick Pigneter – Florian Clara      | 555    |
| 02   | Christian Schopf – Andreas Schopf     | 495    |
| 03   | Pawel Porschnew – Iwan Lasarew        | 405    |
| 04   | Alexander Jegorow – Pjotr Popow       | 342    |
| 05   | Rupert Brüggler – Tobias Angerer      | 293    |
| 06   | Björn Kierspel – Christian Wichan     | 285    |
| 07   | Andrzej Laszczak – Damian Waniczek    | 268    |
| 08   | Hannes Clara – Stefan Gruber          | 241    |
| 09   | Pawel Silin – Iwan Rodin              | 204    |
| 10   | Christian Schatz – Gerhard Mühlbacher | 184    |

| Rang | Name                                        | Punkte |
| ---- | ------------------------------------------- | ------ |
| 11   | Stanislaw Kowschik – Ilja Tarassow          | 178    |
| 12   | Thomas Schopf – Andreas Schöpf              | 162    |
| 13   | Matic Nemc – Petra Dragičevič               | 159    |
| 14   | Marjan Husner – Andrij Wertschuk            | 114    |
| 15   | Christoph Regensburger – Dominik Holzknecht | 104    |
| 16   | Petar Sawow – Katrin Zwetanowa              | 051    |
| 17   | Galabin Bozew – Petar Sawow                 | 039    |
|      | Adrian Filimon – Cosmin Codin               | 039    |
|      | Adrian Filimon – Bogdan Moroșan             | 039    |
| 20   | Matteo Agnesod – Ylenia Sarteur             | 028    |

## Mannschaftswettbewerb
| Datum             | Ort              | Sieger                                                                           | Zweiter                                                                          | Dritter                                                                           |
| ----------------- | ---------------- | -------------------------------------------------------------------------------- | -------------------------------------------------------------------------------- | --------------------------------------------------------------------------------- |
| 30. Dezember 2012 | Laas             | RusslandJekaterina Lawrentjewa Stanislaw Kowschik Pawel Porschnew – Iwan Lasarew | ItalienGreta Pinggera Hannes Clara Patrick Pigneter – Florian Clara              | ÖsterreichTina Unterberger Thomas Schopf Christian Schopf – Andreas Schopf        |
| 13. Januar 2013   | Moos in Passeier | ItalienEvelin Lanthaler Hannes Clara Patrick Pigneter – Florian Clara            | ÖsterreichTina Unterberger Thomas Kammerlander Christian Schopf – Andreas Schopf | RusslandJekaterina Lawrentjewa Stanislaw Kowschik Pawel Porschnew – Iwan Lasarew  |
| 20. Januar 2013   | Umhausen         | RusslandJekaterina Lawrentjewa Stanislaw Kowschik Pawel Porschnew – Iwan Lasarew | ItalienMelanie Schwarz Hannes Clara Patrick Pigneter – Florian Clara             | ÖsterreichChristina Götschl Thomas Kammerlander Christian Schopf – Andreas Schopf |
| 3. Februar 2013   | Kindberg         | RusslandJekaterina Lawrentjewa Stanislaw Kowschik Pawel Porschnew – Iwan Lasarew | ItalienGreta Pinggera Alex Gruber Hannes Clara – Stefan Gruber                   | ÖsterreichMarlies Wagner Thomas Kammerlander Christian Schopf – Andreas Schopf    |
| 24. Februar 2013  | Vatra Dornei     | RusslandJekaterina Lawrentjewa Juri Talych Alexander Jegorow – Pjotr Popow       | ÖsterreichTina Unterberger Michael Scheikl Christian Schopf – Andreas Schopf     | ItalienEvelin Lanthaler Hannes Clara Patrick Pigneter – Florian Clara             |
| 28. Februar 2013  | Vatra Dornei     | ItalienEvelin Lanthaler Anton Blasbichler Patrick Pigneter – Florian Clara       | RusslandJekaterina Lawrentjewa Juri Talych Alexander Jegorow – Pjotr Popow       | ÖsterreichTina Unterberger Michael Scheikl Christian Schopf – Andreas Schopf      |

## Nationenwertung
| Rang | Land        | Punkte |
| ---- | ----------- | ------ |
| 01   | Italien     | 4095   |
| 02   | Österreich  | 3922   |
| 03   | Russland    | 3176   |
| 04   | Deutschland | 1381   |
| 05   | Polen       | 0930   |
| 06   | Slowenien   | 0708   |
| 07   | Ukraine     | 0475   |
| 08   | Rumänien    | 0328   |
| 09   | Bulgarien   | 0260   |
| 10   | Kanada      | 0164   |
| 11   | Türkei      | 0142   |
| 12   | Kroatien    | 087    |
| 13   | Neuseeland  | 043    |
| 14   | Schweiz     | 020    |
| 15   | Moldau      | 015    |